# Swamimalai
Swamimalai is een panchayatdorp in het district Thanjavur van de Indiase staat Tamil Nadu. 

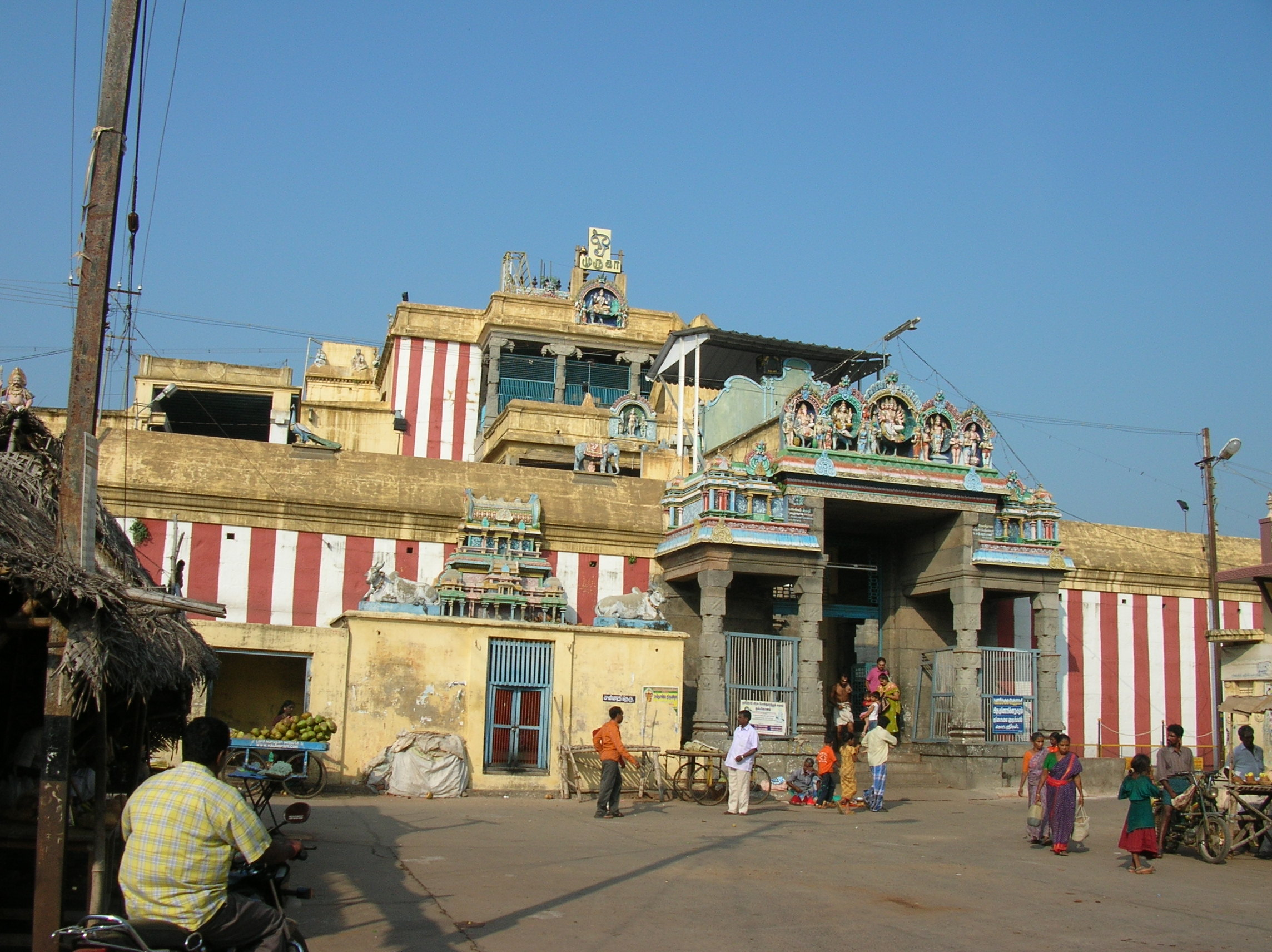
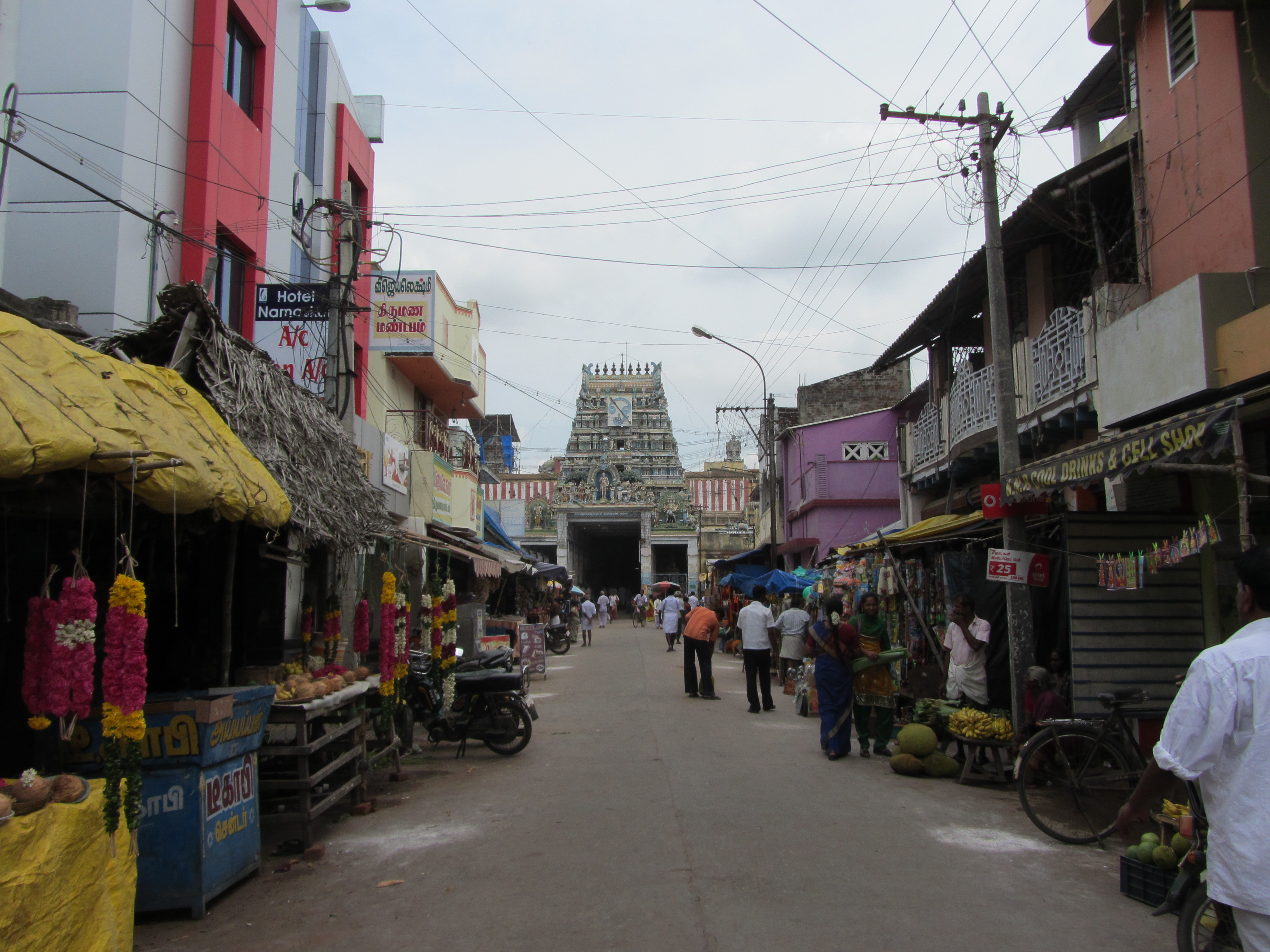

## Demografie
Volgens de Indiase volkstelling van 2001 wonen er 6.985 mensen in Swamimalai, waarvan 49% mannelijk en 51% vrouwelijk is. De plaats heeft een alfabetiseringsgraad van 75%. 